# 前356年
| 千纪： | 前1千纪 |
| 世纪： | 前5世纪 \| 前4世纪 \| 前3世纪 |
| 年代： | 前380年代 \| 前370年代 \| 前360年代 \| 前350年代 \| 前340年代 \| 前330年代 \| 前320年代                                                                                             |
| 年份： | 前361年 \| 前360年 \| 前359年 \| 前358年 \| 前357年 \| 前356年 \| 前355年 \| 前354年 \| 前353年 \| 前352年 \| 前351年                                                               |
| 纪年： | 周顯王十三年 魯共公二十七年 齊威王元年 晉靜公元年 趙成侯十九年 魏惠王十四年 韓昭侯七年 秦孝公六年 楚宣王十四年 宋剔成君十四年 衛成侯六年 燕後文公六年 越王無顓五年 中山桓公二十五年 |

## 大事记
- 亚洲
  - 趙、燕會於阿。
  - 趙、齊、宋會於平陸，魏國面臨著被諸國圍攻的可能，於是魏國對韓、宋、魯、衛等小國施壓，迫使小國君主入朝仕魏。
  - 秦孝公六年，秦國左庶長公孫鞅公佈新法令，史稱的商鞅變法開始。
- 欧洲
  - 7月21日，世界七大奇迹之一的阿耳忒弥斯神庙被一个名为黑若斯达特斯的年轻人纵火焚毁。
  - 腓力二世——馬其頓國王腓力二世率軍圍攻哈爾基季基半島的城市波提狄亞（英语：Potidaea），收到兒子亞歷山大誕生、帕曼紐擊敗了伊利里亞和培奧尼亞人的聯軍之捷報，以及賽馬獲得奧林匹克運動會勝利的消息。

## 出生
- 9月20日——亞歷山大大帝，馬其顿国王 (前323年逝世)。
- 列昂納托（公元前356年－前322年），亞歷山大帝將領及繼業者之一。
- 秦惠文王

## 逝世
- 黑若斯达特斯，希臘人，因縱火罪（縱火焚毁亚底米神庙）被處死。
- 宋辟公(宋桓公)(戰國)